# リュウガ
リュウガは、原哲夫・武論尊による漫画『北斗の拳』およびそれを原作としたアニメ・派生作品などに登場する架空の人物である。
本稿では彼が使用する拳法・泰山天狼拳（たいざんてんろうけん）についても、併せて解説する。

## キャラクター概要
ラオウ率いる拳王軍の将軍として、その覇業に貢献した。あまりの速度ゆえ、流血の間もなく傷口に凍気を感じるという、「泰山天狼拳」を駆使する拳士。宿星は、狼の眼のごとく天空で最も強く輝き、すべての神にくみせず天駆ける孤高の星「天狼星」。その真の使命は世が乱れる時、天帝の使者として北斗神拳伝承者の覚醒を促すことにあった。
ユリアの実兄ゆえに南斗の正統血統でもあるが、設定上、南斗聖拳は継承していない。南斗五車星・雲のジュウザは異母兄弟。
『天の覇王』では、軍師のソウガと並ぶラオウの片腕という位置づけとなった。
身長190cm、体重105kg、バスト130cm、ウエスト92cm、ヒップ106cm、首周り46cm。モデルはイギリスのアーティスト、デヴィッド・ボウイ。

## 担当声優
- 堀秀行（テレビアニメ）
- 高橋広樹（パンチマニア 北斗の拳）
- 松原大典（北斗の拳 ラオウ外伝 天の覇王）
- 阪口大助（真救世主伝説 北斗の拳 ユリア伝・幼少期）
- 森岳志（北斗無双）
- 加瀬康之（LEGENDS ReVIVE）

## 劇中での活躍
北斗の拳
ラオウの配下として仕えており、ケンシロウとの相打ちでラオウの消息が一時不明となると、暴徒と化したラオウの部下を平らげ、荒れる領村を掌握し拳王の伝説が汚れぬよう努めた（仕えていた部下達もガロウを始めまともな者が多かった）。時代が分裂した「南斗」ではなく、「北斗」を望んでいると悟るとラオウとケンシロウ、いずれがこの乱世を治めるにふさわしいかをその目で見定めるべく、ケンシロウとの闘いを望み、帰還したラオウにその褒美として認められる。
ケンシロウのすべての力を引き出すため、真の哀しみを負わせ、それを怒りへと変えるよう、あえて「魔狼」となって狂気の殺戮に走り、何ら罪のない村人たちを殺害（テレビアニメ版ではカット）し、病で弱ったトキに拳を打ち込んで殺したと見せかけ、ケンシロウを焚き付ける。ケンシロウとの戦いが始まるが、このとき既にリュウガは陰腹を斬っており、死と引き替えの闘いであった。泰山天狼拳が虚空を殺ぐが、ケンシロウの怒りが爆発し、とどめをさそうとしたその時、トキが現れ、両者の闘いを止める。
リュウガは｢魔狼｣の役に幕を降ろし、戦いを通じて時代はラオウよりケンシロウという巨木を望んでいることを確信して、なぜ妹のユリアがケンシロウを選んだのかを知って縡切れ、彼を見送るように息を引き取ったトキと共に天へ還っていった。リュウガもまた、自身の信念と乱世の宿命に殉じた男であり、ケンシロウの心の中に永く生き続けた。ケンシロウはリュウガがユリアの実兄である事実を知ったのは彼の死の直前であった。トキの敵討とはいえユリアの実兄を自らの手で殺めた哀しみをケンシロウは背負うことになる。
真救世主伝説 北斗の拳
新OVA『ユリア伝』では幼少時のユリアと共に、幼少時の姿で登場。新劇場版『ラオウ伝 激闘の章』ではトキとの絡みが割愛され、無想転生のシーンでは登場しなかったものの、劇中終幕近くのケンシロウの強敵（とも）たちのイメージ映像の中にその姿が見られる。また、新劇場版の『ケンシロウ伝』プロローグにおいて、海辺の教会で二人だけの結婚式を挙げたケンシロウとユリアを、リュウケンや強敵（とも）たちの魂魄が祝福の鐘を鳴らす場面がある。その中にジュウザと共にリュウガの姿も映っている。
天の覇王 北斗の拳ラオウ外伝
リュウガの宿星「天狼星」は本来、どこにも属さぬ孤高の星だが、自身が極星になって乱世を治める力はなく、乱世の眼となって真に時代が望む覇者を見極める道を選び、天の覇王たる「北斗」のラオウの下に降った。アニメ版『北斗の拳 ラオウ外伝 天の覇王』では臣下の礼をとる前に、ラオウと一戦手合せし、圧倒的な力の前に屈している。もっとも、リュウガは最初からラオウの部下になるつもりであったため、拳に殺気を込めなかった。
拳王軍の将となってからは、敵との戦い方をめぐって軍師のソウガと争い、ソウガの「嵩山旋風脚」をかわしきり、右脚の義足を破壊して勝利し、和解している。「崋山獅子吼拳」のイゴールに完勝後は、敵将の髑髏の杯でラオウ、ソウガらと共に祝杯を挙げる。
その後、拳王軍としてサザンクロスに侵攻した際には、異母弟のジュウザよりシンに連れ去られていた二人の妹のユリアの自殺を告げられ、シンと一戦交えようとするも、ケンシロウがサザンクロスに近づいているとの情報があり兵を引いた。「泰山天狼拳」のリュウガと南斗六聖の一人で「南斗孤鷲拳」のシンとの闘いは幻に終わったが、アニメ版では、行軍していた拳王親衛隊長のレイナに、もし戦った場合の勝敗の行方を「自分も無事ではすまないが勝てる」と自信ありげに語っている。しかし、鉄帝ジャダムとの闘いでは鋼鉄化したジャダムの肉体を寸断できず、逆撃にあって不覚を取りかけ、「黒山陰形拳」のガイヤには、その暗殺拳の気配すら察知できず敗北している。
銀の聖者 北斗の拳 トキ外伝
リュウガは天の平定を強く望み、乱世に副う巨木を切望して、「世紀末覇者」ラオウの部下になり忠誠を尽くした。しかし、民衆の側に立って各地の野盗や軍閥と戦うケンシロウの存在に心が動き、ラオウとケンシロウ、いずれの「北斗」が乱世を支える巨木にふさわしいかをその目で見定めたいと思うようになる。そのような中、ラオウの命を受けて奇跡の村を急襲、トキを捕らえるために真剣勝負に出たが、秘孔・新膻中を突かれ動けなくなり敗れている。
本外伝においてリュウガは、妹・ユリアの存命を知っており、トキがカサンドラへ収監されると訪れて、生きる希望をなくしていたトキにケンシロウとユリアの生存を報告し、この地でケンシロウとの再会を待ち、ケンシロウを「救世主」として導くように諭している。ラオウへの背信行為であるが、リュウガは「北斗」を戦場へ誘う「天狼星」の宿命をトキに語った。

## 泰山天狼拳
リュウガの使用する拳法。その呼称が示すように「天狼星」の宿命を帯し者が継承する拳法であり、ラオウはそれを承知でリュウガを部下とし、拳王軍の重臣に登用した。
その特質は、目撃したケンシロウの言による「その拳はあまりに速く、流血の間もなく、凍気さえ感じさせる」という説明に尽きる。手刀を使う南斗聖拳に似ているように見えるが本質的に異なり、素手で相手の肉体を削り取るのが基本となる。足技はなく、脚力は技を繰り出す時の跳躍に使われる。
奥義、秘伝などは登場しておらず、原作で唯一技名が出た「天狼凍牙拳」がケンシロウに防がれたため、どのような技か不明であったが、アニメ版『天の覇王』に技が描かれており判明している。「泰山天狼拳」の基本となる技で、狼の牙を模した手の突きから、連撃で敵の躰を削り取ったり、一撃で巨漢の獅子王イゴールの首を削り落したりする描写が見られた。いずれにしても、技をくらった敵は凍気を感じて死亡するが、その際に「さぶい」「つべたい」などの断末魔の声を上げている。
『彷徨の雲 -北斗の拳 ジュウザ外伝-』では、「天狼凍雹拳」、「天狼剛氷拳」なる技も披露している。また、ギャグ漫画である『北斗の拳 イチゴ味』では羅将・ハンに対し、南斗五車星・風のヒューイの起こす烈風に身を任せて体当たり攻撃する「烈風泰山天狼拳」も披露している。
作品中には他にも泰山の名を冠した拳法や闘技が登場するのは、北斗七星と並び称される「泰山」の名前を入れて、北斗神拳と対抗させているためである。